# Australileberis
Australileberis is een geslacht van uitgestorven kreeftachtigen uit de klasse van de Ostracoda (mosselkreeftjes).

## Soorten
- Australileberis hieroglyphica Dingle, 1976 †
- Australileberis stangerensis Dingle, 1981 †